# The World Is Not Enough (singolo)
The World Is Not Enough, cantata dai Garbage, è il tema portante della colonna sonora dell'omonimo film (intitolato in italiano Il mondo non basta), il diciannovesimo dedicato al personaggio di James Bond. Il brano è stato scritto da David Arnold.

## Distribuzione
Il video di The World Is Not Enough è stato girato da Philipp Stölzl e presentato nell'omonima puntata di MTV Making the Video il 23 ottobre 1999.

## Tracce
- UK cassette RAXC-40
- EU CD single 155 675 2

1. "The World Is Not Enough" - 3:57
2. "Ice Bandits" - 3:42

- UK CD  RAXTD-40
- EU maxi CD 155 672 2

1. "The World Is Not Enough" - 3:57
2. "The World Is Not Enough - U.N.K.L.E. Remix" - 5:13
3. "Ice Bandits" - 3:42

## Classifiche
| Classifica (1999/00) | Posizione massima |
| -------------------- | ----------------- |
| Austria              | 40                |
| Belgio (Fiandre)     | 57                |
| Belgio (Vallonia)    | 12                |
| Finlandia            | 7                 |
| Francia              | 55                |
| Germania             | 38                |
| Irlanda              | 30                |
| Italia               | 5                 |
| Norvegia             | 7                 |
| Paesi Bassi          | 48                |
| Regno Unito          | 11                |
| Spagna               | 12                |
| Svezia               | 54                |
| Svizzera             | 16                |

## Date di pubblicazione
| Data di pubblicazione | Paese       | Casa discografica   | Formato                     |
| --------------------- | ----------- | ------------------- | --------------------------- |
| 4 ottobre 1999        | Stati Uniti | Radioactive Records | Airplay: Modern Rock Tracks |
| 15 novembre 1999      | Regno Unito | Radioactive Records | Musicassetta, CD single     |
| 15 novembre 1999      | Europa      | Radioactive Records | CD maxi, CD single          |